# Super Bowl VIII
Super Bowl VIII var den 8:e upplagan av Super Bowl sedan starten 1967 och matchen spelades mellan AFC-mästarna Miami Dolphins som besegrade NFC-mästarna Minnesota Vikings med 24-7. Matchen spelades 13 januari 1974 på Rice Stadium, på Rice University i Houston, Texas. Det är hemmaplan för collegelaget Rice Owls och det var första gången Super Bowl inte spelades på något av NFL-lagens arenor.